# ダッチングマシン

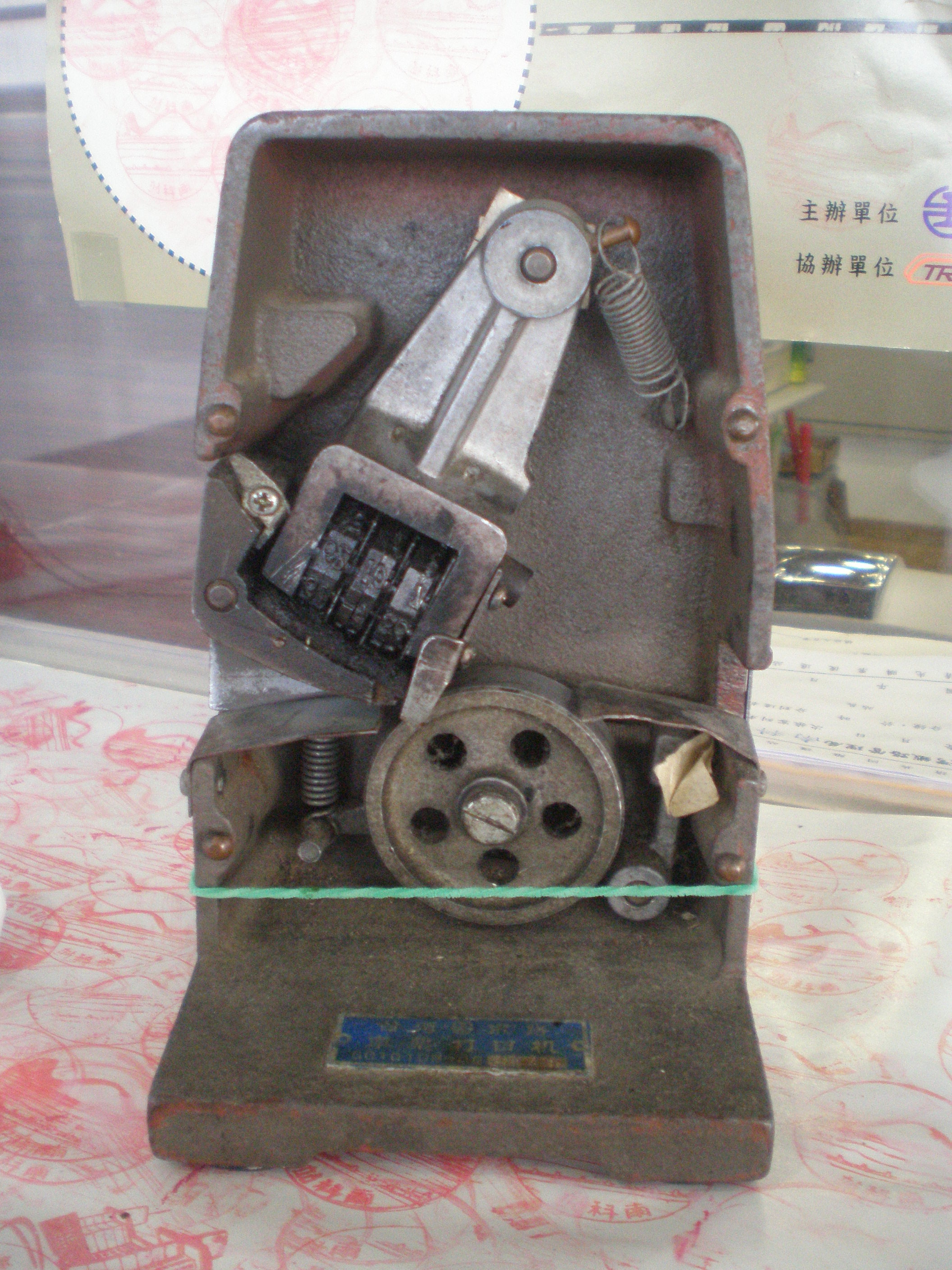
ダッチングマシンの内部。左側から切符を直角に差し入れると、切符の端に日付が印字される。

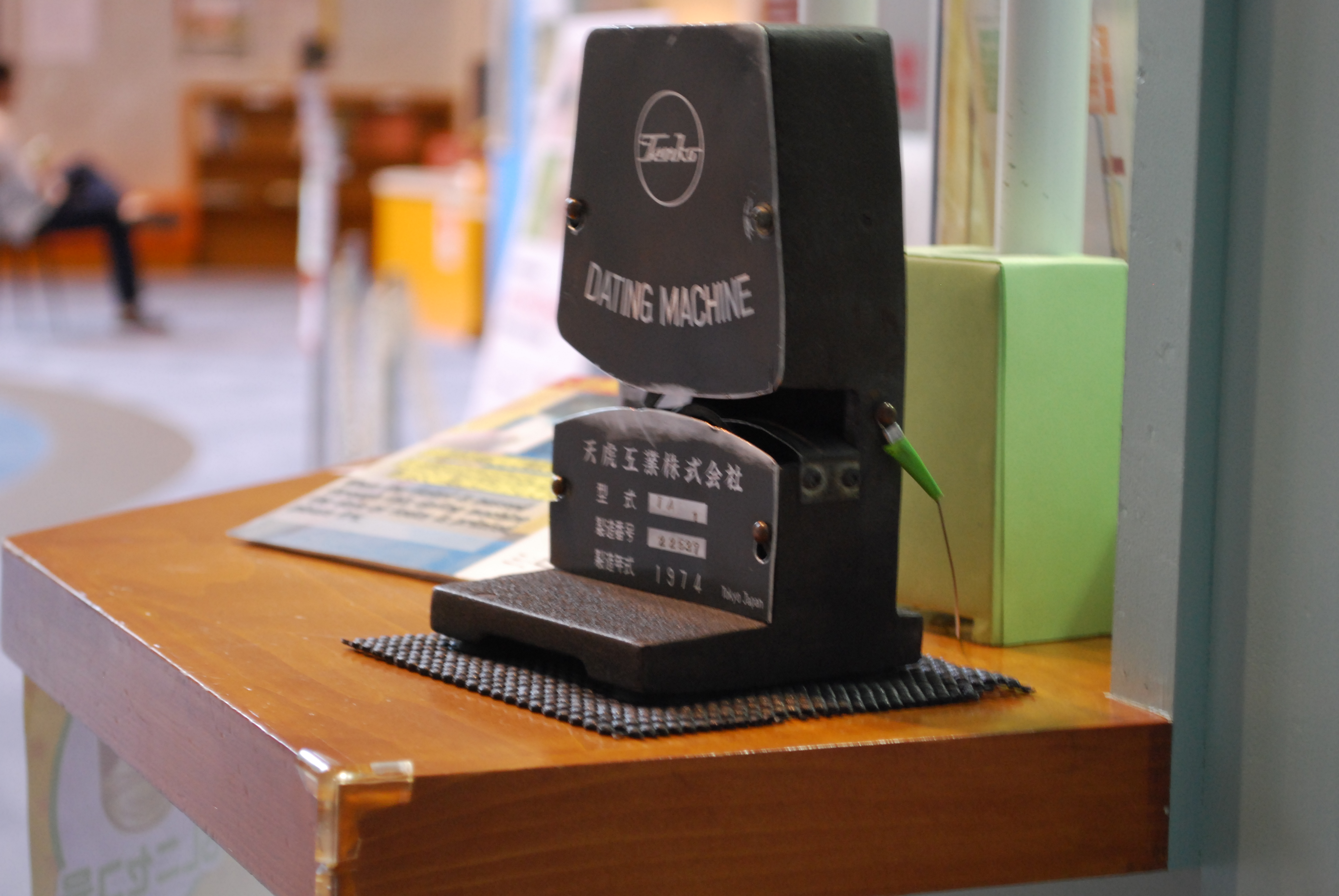
機器の外観（天虎工業製）

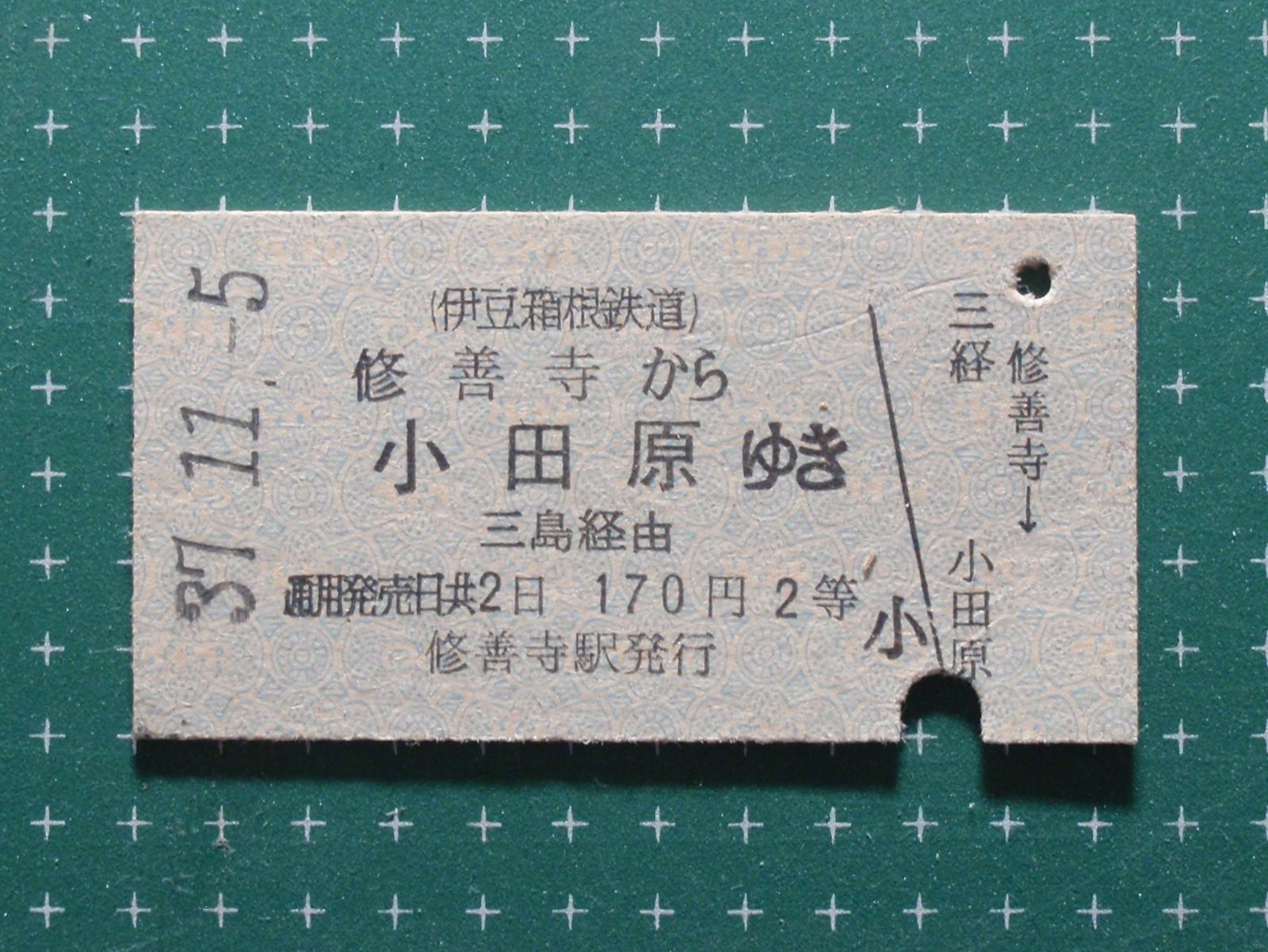
ダッチングマシンにより日付を印字された乗車券。券の左端に「37.11.-5」と印字されている。

ダッチングマシン(Dating Machine)とは、鉄道の乗車券等に日付を印字する器械の事である。日付印字器（ひづけいんじき）とも呼ばれる。ダッチングという言葉は、Dating（デイティング）の訛りであるとされている。

## 概要
ダッチングマシンは、駅の窓口で乗客に乗車券等を販売する際に、乗車券等の発売日を印字するために用いられる。スリットの左側から乗車券（主にエドモンソン式乗車券）を直角に差し込みスライドさせると、バネの仕掛けであらかじめ設定した日付が乗車券の端に印字される仕掛けである。使用する乗車券等は厚紙で作られた「硬券」が適しており、自動券売機で使われるような「軟券」を通そうとするとうまく印字できないばかりか、券が折れ曲がったり破れる可能性がある。

## 歴史的背景
自動券売機が登場する以前の乗車券は、発駅から着駅までの行程があらかじめ印刷されたものが駅に大量に備え付けてあった。これを窓口に専用のラックに備え付け、乗車券別売の度に切符を取り出し、発行日を記載して販売していた。しかし、日付を1枚ずつ筆記していたのでは手間がかかり、なおかつ判読しにくい場合もあったため、省力化と判読性の向上を目的としてダッチングマシンが登場した。
1970年代以降に普及した自動券売機では、切符に発駅や額面とともに発行日を印字できるようになったため、ダッチングマシンの出番は減っていった。
なお、現在の鉄道では乗車券等に（手動で）日付を印字する際、手持ち式の日付印スタンプを使用している場合が多い。

## 現況
かつて菅沼タイプライターで生産されていたが、天虎工業株式会社へ事業譲渡。その後、需要の縮小により生産及びアフターサービスを終了。現在、新規にダッチングマシンを製造している企業はないが、現存するものは鉄道趣味の店やネットオークションで高値で取引される場合がある。
用途としては、鉄道会社では記念乗車券への印字や、鉄道模型専門店の（エドモンソン式乗車券を模した）サービスチケットに印字する例がみられる。
また、硬券を制作している 関東交通印刷株式会社は、天虎工業株式会社のブランドを使用した製品を、許諾を得て製造および販売を行っている。